# Tilianes
Los tilianes son un pueblo indígena de la quebrada de Humahuaca en la provincia de Jujuy en Argentina, que posiblemente haya sido parte del grupo de los omaguacas. Su lenguaje original se desconoce.

## Historia
Los tilianes viven en la zona de Volcán del departamento de Tumbaya en el sector sur de la quebrada de Humahuaca, que es un estrecho valle de 150 kilómetros de largo orientado de norte a sur y con una fuerte pendiente por la que recorre el río Grande. Al momento de la ocupación del área por el Imperio incaico en el siglo XVI la quebrada de Humahuaca estaba ocupada de norte a sur por pueblos que no tenían un liderazgo común: los omaguacas, tilcaras, purmamarcas y tilianes, mientras que en los valles vecinos vivían los ocloyas y los osas dependientes de los dos primeros. La sede del curaca tilián habría estado en la zona de Volcán, ya que documentos como el auto de Mercado de Peñalosa en 1595 mencionan al pueblo de Tiliar o Tilian a 5 leguas de San Salvador de Jujuy y a no más de 2 o 3 leguas de la quebrada de Purmamarca.
La ocupación incaica produjo profundos cambios en la organización política, económica y social de los pueblos de la quebrada de Humahuaca. La red vial incaica, el Camino del Inca, conectó a estos pueblos con el resto del imperio permitiendo el flujo de productos agrícolas y minerales, mientras que los idiomas locales fueron dejando lugar al idioma quechua.
La ocupación española en el siglo XVI fue resistida por los indígenas que se agruparon bajo el liderazgo del cacique Viltipoco, pero al ser vencidos fueron distribuidos en encomiendas, tocándoles a los tilianes ser trasladados en gran parte al valle de Lerma en la provincia de Salta bajo los encomenderos Román Valero y Pedro Marco en 1583. Luego de que el capitán Francisco de Argañaraz y Murguía fundara San Salvador de Jujuy en 1593 mandó llamar a los yndios del pueblo de Tilian que esta apartado desta ciudad seys leguas para trabajar en las obras de fundación. La última mención colonial del pueblo tilián es de 1599 y hace referencia al reparto de tres mitayos. La identidad de estos pueblos se confundió dentro del conjunto de los kollas.

## Comunidades
El Censo Nacional de Población, Hogares y Viviendas de 2001 incorporó una pregunta destinada a detectar hogares con al menos una persona que se reconozca perteneciente y/o descendiente de un pueblo indígena. Con los resultados obtenidos se realizó la Encuesta Complementaria de Pueblos Indígenas (ECPI) 2004-2005, que dio la información de que algunas personas se reconocieron y/o descienden en primera generación del pueblo tilián, pero su cantidad no alcanzó para cuantificarla estadísticamente.
El Censo Nacional de Población de 2010 tampoco reveló la existencia de personas que se autoreconocieron como tilianes en cantidades estadísticamente considerables,  pero posteriormente comenzaron a organizarse por separado del conjunto kolla en la zona de Volcán. 
Desde 1995 el Instituto Nacional de Asuntos Indígenas (INAI) comenzó a reconocer personería jurídica mediante inscripción en el Registro Nacional de Comunidades Indígenas (Renaci) a comunidades indígenas de Argentina, pero ninguna comunidad tilián la obtuvo. La provincia de Jujuy sí inscribió a las 4 comunidades tilianes que resurgieron en el departamento Tumbaya, que en total suman unos 350 habitantes:
- Comunidad Aborigen de Chilcayoc Pueblo Tilián (en Tres Cruces) (el 1 de noviembre de 1996)
- Comunidad Indígena El Antigal Pueblo Tilián (en Finca Bárcena) (el 4 de septiembre de 2008)
- Comunidad Aborigen Pueblo Tilián de Volcán (en Tumbaya) (el 7 de febrero de 2003)
- Comunidad Aborigen de La Banda Pueblo Tilián (en Volcán) (el 5 de mayo de 2003)

El 6 de agosto de 2004 fue creado dentro del INAI el Consejo de Participación Indígena (CPI), reformulado en 2008 orientando sus funciones hacia tareas de acompañamiento y fortalecimiento de sus comunidades. Está compuesto por representantes elegidos en asambleas comunitarias por pueblo y por provincia, entre los cuales están los tilianes de Jujuy.